# Li Si
Pour les articles homonymes, voir Li.
Li Si (chinois : 李斯 ; pinyin : Lǐ Sī ; Wade : Li³ Si¹), né vers 280 et mort en septembre ou octobre 208 à Xianyang, était l'influent Premier ministre du royaume de Qin (238 à 221 av. J.-C.), puis de l'empire fondé par la dynastie Qin (221 à 208 av. J.-C.).
Légiste célèbre et convaincu, il avait pour ambition de mettre fin à l'organisation traditionnelle et féodale de l'État. C'était également un calligraphe talentueux.
Li Si servit sous deux souverains : Qin Shi Huang, roi de Qin devenu premier empereur de Qin, puis, à la mort de ce dernier, il participa au complot qui plaça le fils de celui-ci Qin Er Shi, sur le trône. C'est sous le règne de ce dernier qu'il fut exécuté, conformément aux règlements qu'il avait lui-même établis.
Ministre puissant, il contribua, de façon décisive, au projet d'unification du roi de Qin, clôturant la période féodale des Royaumes combattants. Jusqu'à sa mort, il joua un rôle central dans la politique du Qin, autant dans ses conquêtes militaires que dans la centralisation draconienne et le contrôle de l'état, la standardisation des poids, des mesures et de l'écriture. On lui impute également la persécution des lettrés et des opposants au légisme.
C’est à Li Si que les lettrés chinois attribuent tous les succès et tous les revers de la dynastie Qin. Ses méthodes de gouvernement sont considérées par certains comme une forme de totalitarisme. Sa mort annonce la fin de la suprématie de l'école légiste.
Le Shiji de Sima Qian présente une biographie de Li Si.

## Premières années
Li Si était originaire de Shang Cai (上蔡) dans le royaume de Chu. Jeune, c'était un fonctionnaire mineur de cet État.
Selon le Shiji, il avait remarqué dans un tribunal deux sortes de rats : les uns mangeant les détritus dans les latrines, et fuyant sans cesse à l’approche des hommes et des chiens ; les autres se gorgeant de riz ou de blé dans les dépôts, puis s’en allant tranquillement dormir sous le plancher des constructions voisines. Il réalisa soudain que, comme les rats, « les hommes se déterminaient par la place qu'ils occupent ». Il se décida alors à faire carrière dans la politique, un choix commun pour les lettrés n'étant pas nés dans une famille noble durant la période des Royaumes combattants.
Après avoir achevé sa formation auprès du célèbre philosophe confucianiste Xun Zi, auprès duquel il avait eu Han Fei Zi comme condisciple, il partit pour l'État le plus puissant à ce moment, Qin, où il s'établit, avec l'ambition d'y faire une carrière politique.

## Carrière au Qin
Lors de son installation au Qin, Li Si fut l'invité du Premier ministre Lü Buwei (呂不韋), qui avait attiré de nombreux lettrés à sa cour lors de la composition d'une compilation des savoirs, un travail collectif connu sous le nom des Annales des Printemps et des Automnes de Lü. Là, il se démarqua et devint secrétaire pour le Premier ministre régent. Il eut alors l'occasion de développer ses théories politiques.
Ayant eu un jour la chance d'être entendu par le roi de Qin Ying Zheng, Li Si saisit cette occasion et séduisit le souverain par un discours habile sur la puissance de Qin. Selon les annales, le souverain le nomma alors grand archiviste, ce qui peut signifier très probablement que le régent Lü Buwei le nomma auprès du jeune roi en qualité de précepteur.
Finalement, les mérites de Li Si lui valurent un poste dans l'administration du Qin, en tant que ministre de la Justice. Lü Buwei fut en effet disgracié en -238, après la tentative de coup d'État d'un favori de la reine mère qui avait été son obligé. La situation à la cour du Qin était alors troublée, et le roi avait ordonné une enquête générale pour expulser les étrangers ; Li Si donna ses conseils dans une requête au trône qui impressionna le roi Ying Zheng. Le décret d’expulsion des étrangers fut suspendu, et Li Si nommé à la tête du gouvernement du Qin.
Devenu le plus proche des conseillers du trône, Li Si exposa ses vues sur les moyens d'unifier les royaumes, moyens qui séduisirent le roi de Qin, et qui furent mis en œuvre dans les années qui suivirent. Ainsi frappa-t-il rapidement le royaume de Han afin d'effrayer les autres royaumes. Toujours selon les conseils de Li Si, le souverain dépensa généreusement pour soudoyer ou tromper les ministres influents des états rivaux, allant même jusqu'à envoyer des assassins afin d'abattre les lettrés les plus importants de ces royaumes.

## Mort de Han Fei Zi
Selon le Shiji (史記), Li Si fut responsable de la mort de son ancien condisciple, Han Fei Zi. Prince mineur de l'État de Han, Han Fei était un excellent écrivain, dont les essais avaient attiré l'attention du Roi de Qin. Partisan d'un légisme « dur », sa pensée constituait l'inspiration majeure de la politique autoritaire du Qin. Lorsque le Qin fit la guerre à Han, comme l'avait préconisé Li Si, c'est en raison de son crédit que Han Fei fut envoyé plaider la cause du petit royaume menacé devant le roi Ying Zheng. Il y fut d'abord reçu avec égard.
Li Si, rival de Han Fei dont il enviait l'intelligence, persuada le roi de Qin qu'il ne pourrait ni renvoyer Han Fei au Han (où sa compétence supérieure constituerait une menace pour le Qin), ni l'employer pour ses projets (car sa loyauté ne serait pas acquise au Qin). Finalement, Han Fei fut emprisonné. Li Si lui rendit alors visite et le convainquit de mourir dignement, lui procurant du poison. Han Fei Zi se suicida durant l'année -233.

## Ministre de l'Empire de Qin
En -230, le royaume de Han se soumit au Qin. Dans la décennie qui suivit les cinq autres royaumes firent de même. Lorsque le royaume de Qi se rendit en -221, le roi Ying Zheng avait achevé l'unification de l'Empire.
Au lendemain de la réunification des Royaumes combattants, le souverain de Qin convoqua un conseil auquel participa Li Si. Le protocole du nouveau nom de l'Empereur fut établi, et le souverain prit le nom de « Premier auguste souverain » (Shi Huangdi, 始皇帝), en référence aux souverains antiques, les trois augustes et les cinq empereurs.
L'Empire était désormais un ensemble très vaste, et les conseillers du nouvel Empereur, conformément aux traditions des dynasties précédentes, préconisèrent le découpage en fiefs attribués à des fils du souverain, princes impériaux ayant les pleins pouvoirs sur leurs domaines. Mais Li Si s'éleva énergiquement contre cette organisation, démontrant de manière convaincante les grands torts qu'elle avait causé aux anciens rois. Suivant son conseil, l'Empire fut découpé en trente-six commanderies, dirigé de manière non héréditaire par des administrateurs civils et militaires nommés pour leur mérite par l'empereur.
Les théories de Li Si furent appliqués : le pouvoir était extrêmement centralisé, la politique autoritaire et la loi sévère.
Li Si fut l'architecte des nombreuses réformes décidées par le souverain, depuis la normalisation des poids et des mesures, jusqu'à la largeur des essieux ou l'adoption d'une écriture commune.
Dans ce dernier domaine, on attribue à Li Si la formalisation et l'instauration comme standard impérial de l'écriture dite du « Petit Sceau » ou « petit sigillaire » (小篆, xiǎozhuàn), inventé sur la base du « grand sigillaire » (大篆, dàzhuàn) alors en vigueur.
L'empereur, qui avait une peur obsessionnelle de la mort, s'entourait de nombreux lettrés, devins, magiciens ou charlatans dont certains, en admirateurs des traditions, remettaient en question la validité des réformes du gouvernement Qin. Selon Sima Qian, Li Si persuada Qin Shi Huang de lutter fermement contre toutes dissidences intellectuelles. Il prépara lui-même l'édit impérial qui ordonnait la destruction systématique de tous les ouvrages, annales historiques ou compositions littéraires, à l'exception des seuls livres d'agriculture et de médecine, ordre qui fut appliqué lors de grands autodafés en 213 av. J.-C.
L'année suivante, lorsque les lettrés protestèrent contre cette mesure, plusieurs centaines d'entre eux (460 selon le Shiji) furent exécutés à Xianyang, capitale de l'Empire. La nouvelle fut propagée dans tout l'Empire, afin de servir d'avertissement. De nombreux autres condamnés furent déportés à la frontière ou à la grande muraille.
Lorsque l'héritier présomptif, le prince Fu Su, osa blâmer son père pour sa sévérité, l'empereur l'exila également dans le nord, avec la charge de surveiller Meng Tian, occupé à repousser les barbares et à édifier la grande muraille.

## Succession du Premier Empereur
Li Si ne perdit jamais la faveur du Premier Empereur, et demeura Premier ministre de Qin durant tout le règne. Ses fils, puis ses petits-fils obtinrent des charges et des dignités. Cet état de fait pouvait changer s'il n'avait pas la même faveur auprès du successeur du souverain.
Durant son règne, Qin Shi Huangdi fit plusieurs tournées d'inspection au sein de son empire, entouré de sa cour et de ses ministres, notamment Li Si et le chef des eunuques Zhao Gao, ses plus proches conseillers.
Lorsqu'en -210, l'empereur tomba malade alors qu'il rentrait d'un de ses voyages, il fit écrire une lettre au prince Fu Su, accompagnée du sceau impérial et confiée à Zhao Gao. Mais il mourut avant que le message n'ait été envoyé. Ennemi de la famille Meng qui avait la faveurs du prince Fu Su, Zhao Gao décida alors de garder ces dernières volontés par devers lui, et fut l'instigateur du complot destiné à placer sur le trône un fils cadet dont il était le précepteur, le prince Hu Hai, qui faisait partie du voyage. Sachant que l'héritier désigné Fu Su ne leur serait pas favorable, Li Si et l'eunuque gardèrent le décès secret jusqu'à leur retour à la capitale. Ayant convaincu le jeune prince, celui-ci contrefit les dernières volontés de l'empereur, ordonnant au prince Fu Su de se suicider, et désignant son cadet comme successeur.
En fils obéissant, Fu Su se supprima, Meng Tian fut arrêté et Hu Hai fut sacré sous le nom de Qin Ershi Huangdi « Second empereur de Qin » (秦二世皇帝). Li Si conserva sa charge de premier ministre.

## Mort
Le nouvel empereur fut un souverain fantoche, qui s'appuya toujours davantage sur son conseiller Zhao Gao, nommé grand intendant de la maison impériale. Bientôt, nul ne put approcher l'empereur sans son consentement. Les lois déjà dures devinrent tyranniques.
Lorsque son pouvoir fut affermi, Zhao Gao s'en prit à son ancien complice, minant peu à peu la position du Premier ministre et cultivant le ressentiment de Qin Er Shi à son encontre.
Dès -209, à la suite de Chen Sheng, de nombreuses révoltes avaient éclaté dans l'Empire. Li You, fils de Li Si et administrateur de commanderie dans le sud, périt face à Xiang Liang, meneur de la rébellion dans l'ancien royaume de Chu. Alors que le pouvoir des Qin se désagrégeait, Zhao Gao convainquit l'empereur d'abattre Li Si.
En 208 av. J.-C., le Premier ministre, ainsi que toute sa famille sur trois générations, furent arrêtés pour haute trahison.
Li Si fut torturé, avouant tout ce qu'on lui demandait et il fut condamné à un châtiment particulièrement sévère : il subit, sur le marché public de la capitale, les cinq peines préconisées par la loi de Qin. Pour accroître sa peine, on les infligea également à son second fils. On termina le supplice de Li Si de façon bien sinistre : il fut écartelé.

## Contributions
Parmi tous les apports imputés à Li Si, l'instauration du petit sigillaire en tant qu'écriture commune de l'Empire est la plus connue.
Li Si a joué également, selon la tradition, un rôle dans la fabrication du sceau impérial, taillé à partir du He Shi Bi (和氏璧, « le disque de jade He »). Celui-ci avait été découvert par Bian He, au royaume de Chu. Finalement, le He Shi Bi passa au royaume de Zhao, puis au Qin lors de la chute du Zhao. Le nouvel Empereur ordonna qu'on en fit le sceau impérial et qu'il fut réservé à l'empereur seul. Il se transmit ensuite d'une dynastie à l'autre, au même titre que le mandat du Ciel. Les mots 受命于天 既寿永昌 déclarant que son propriétaire était titulaire du « mandat du Ciel, de même que de la longévité et de la prospérité éternelle » furent écrits par Li Si, avant d'être gravés sur le sceau par Sun Shou.

## Dans la culture populaire
Dans le manga Kingdom de Yasuhisa Hara, Li Si est l'un des personnages majeurs de l’œuvre. Il porte le nom de Ri Shi et est un ministre de Qin. D'abord ennemi du roi Ei Sei (Qin Shi Huang), il l'assistera ensuite, après avoir passé un moment en prison pour avoir soutenu la tentative de révolte de Ryo Fui (Lü Buwei). Il contribuera alors à la stabilité et l'essor de Qin par l'édification de lois et d'un grand registre familial de l'état.